# Stadtpark (Görlitz)
Het Stadtpark is een park in de Oost-Duitse stad Görlitz. Het park vormt een onderdeel van het Brückenpark, een door de Europese Unie gefinancierd project waarin enkele bestaande parken in Görlitz en in de aan de oostzijde van de Neisse gelegen Poolse stad Zgorzelec zijn opgenomen.
Het park werd aangelegd in 1834. In het park bevinden zich een aantal opvallende plekken: de Medianensteen van de 15e breedtegraad, een Monument voor de Görlitzer slachtoffers van de oorlog van 1813, een fontein, een siervijver, een amfitheater, het standbeeld van Alexander von Humboldt, een rozenterras en een haag met rododendron's. De vroegere woning van de tuinman uit 1845, is tegenwoordig in gebruik als horecagelegenheid.
Aan de oostelijke rand van het park ligt de Stadthalle die gebouwd is tussen 1906 en 1910. Hier gaat het park over in de Stadthallengarten. In 2018 is het park gerenoveerd.